# Pyewacket
Pyewacket – kanadyjski film fabularny z 2017 roku, którego reżyserem i scenarzystą jest Adam MacDonald. Opowiada historię nastolatki (Nicole Muñoz), która odprawia okultystyczny rytuał, by zabić matkę (Laurie Holden). Gdy nawiedza je wiedźma, zaczyna żałować swojej decyzji. Premiera projektu odbyła się 11 września 2017 podczas Międzynarodowego Festiwalu Filmowego w Toronto. Trzy miesiące później, w grudniu, został on wydany w kinach kanadyjskich, a w marcu 2018 trafił do dystrybucji na terenie Stanów Zjednoczonych. Polska premiera miała miejsce 30 listopada 2018 w trakcie Splat!FilmFest.
Horror został pozytywnie oceniony przez krytyków. Podczas SplatFilmFest nominowano go do Nagrody Publiczności.

## Obsada
- Laurie Holden − pani Reyes
- Nicole Muñoz − Leah
- Chloe Rose − Janice
- Eric Osborne − Aaron
- James McGowan − Rowan Dove
- Bianca Melchior − Pyewacket

## Odbiór
W serwisie Rotten Tomatoes przypisano filmowi ocenę w postaci 86/100 (w oparciu o dwadzieścia osiem recenzji krytyków). Według Alberta Nowickiego (His Name is Death), Pyewacket to jeden z dziesięciu najlepszych horrorów 2018 roku.